# Meisterschaften der Ostzone im Bahnradsport 1949
Die Meisterschaften der Ostzone im Bahnradsport 1949 wurden an verschiedenen Terminen im Sommer für die Berufsfahrer der Sowjetischen Besatzungszone (Ostzone) in der Verantwortung der Kommission Berufsradsport ausgerichtet. Sie fanden im ersten Teil am 23. Juli in Berlin und am 30. und 31. Juli auf der Bahn des Kurt-Wabbel-Stadions in Halle statt. Beide Renntage waren mit 20.000 und am zweiten Tag mit 35.000 Zuschauern sehr gut besucht. Es wurden die Meister im Berufsradsport in den Disziplinen Sprint, Einerverfolgung, im Punktefahren, im Steherrennen und im Zweier-Mannschaftsfahren ermittelt. Die Meisterschaft im Steherrennen wurde am 20. August in Erfurt, das Zweier-Mannschaftsfahren in Berlin ausgefahren.

## Sprint
Im ersten Halbfinale überraschte der spätere Sieger Mauf seinen Gegner Drescher zweimal mit einer taktischen Finte. Im zweiten Halbfinale konnte Kirmse sicher gegen Adolf Knöchelmann gewinnen. In den beiden Finalläufen hatte Mauf die höhere Endgeschwindigkeit.

### Ergebnisse
|    | Name           | Ort    |
| -- | -------------- | ------ |
| 1. | Wilfried Mauf  | Halle  |
| 2. | Emil Kirmse    | Halle  |
| 3. | Heinz Drescher | Berlin |

## Punktefahren
Die Meisterschaft über eine Stunde musste 10 Minuten vor dem Ende kurz neutralisiert werden, da die Mehrzahl der Finalisten in einen Sturz verwickelt war. Der Sieger legte 40,4 Kilometer in der Stunde zurück. Zoll siegte mit 15 Punkten, Busse folgte mit 10 Punkten.

### Ergebnisse
|    | Name        | Ort       |
| -- | ----------- | --------- |
| 1. | Heinz Zoll  | Magdeburg |
| 2. | Heinz Busse | Berlin    |
| 3. | Ernst Ihbe  | Leipzig   |

## Einerverfolgung
Die Überraschung der Meisterschaft bestand im Halbfinalsieg von Wiemer gegen den Favoriten Jährling, der somit seinen Titel nicht verteidigen konnte. Im Finale gewann Wiemer knapp mit einem Meter Vorsprung. Jährling gewann im Rennen um den dritten Platz sicher gegen Erich Zawadski.

### Ergebnisse
|    | Name               | Ort    |
| -- | ------------------ | ------ |
| 1. | Karl Wiemer        | Berlin |
| 2. | Gerhard Bartkowski | Berlin |
| 3. | Fritz Jährling     | Berlin |

## Steherrennen
Wegen eines Gewitterregens wurde der Endlauf um einen Tag verschoben. Dennoch kamen erneut 13.000 Zuschauer zur Radrennbahn. Keil und Titelverteidiger Kirmse hatte jeweils die Vorläufe gewonnen. Den Endlauf über 10 Kilometer gewann Rudi Keil auf seiner heimatlichen Bahn.

### Ergebnisse
|    | Name          | Ort     |
| -- | ------------- | ------- |
| 1. | Rudi Keil     | Erfurt  |
| 2. | Emil Kirmse   | Halle   |
| 3. | Hermann Hille | Leipzig |

## Zweier-Mannschaftsfahren
Das Meisterschaftsrennen wurde auf der Aschenbahn im Stadion Mitte von Berlin vor 18.000 Zuschauern ausgerichtet. Das Rennen führte über 100 Kilometer. Erst nach 50 gefahrenen Kilometern gelang es vier Mannschaften, einen Rundengewinn zu erzielen. Günter und Gerhard Schulz hatten die meisten Punkte (37) in den Wertungen gesammelt. Die in Führung liegenden Teams verhinderten aber gemeinschaftlich, dass beiden ein Rundengewinn gelang. So konnten Zoll und Weighart das Rennen mit 24 Punkten für sich entscheiden.

### Ergebnisse
|    | Name                               | Ort       |
| -- | ---------------------------------- | --------- |
| 1. | Heinz Zoll–Wolfgang Weighart       | Magdeburg |
| 2. | Heinz Busse–Paul Kroll             | Berlin    |
| 3. | Arnold Wiesner–Walter Wachtmeister | Berlin    |